# ゲルハルト・シュミートフーバー
ゲルハルト・シュミートフーバー(ドイツ語: Gerhard Schmidhuber、1894年4月9日 - 1945年2月11日)は、ドイツの陸軍軍人。最終階級は陸軍少将。第二次世界大戦においてブダペスト包囲戦を指揮し、柏葉付騎士鉄十字章を受章した。

## 経歴
シュミートフーバーは大隊指揮官として、第二次世界大戦初期のポーランド侵攻、西部戦線、ユーゴスラビア侵攻、そして1941年6月からは独ソ戦に参加した。1941年7月1日、中佐に昇進。1942年2月、東部戦線での功績によりドイツ十字章金章を受章した。1942年4月1日付で大佐に昇進し、その後東部戦線で第2装甲師団第304装甲擲弾兵連隊の指揮を引き継いだ。同地で1943年10月18日に騎士鉄十字章を授与された。1944年5月2日から第7装甲師団を含む装甲師団の副指揮官に任命された。1944年9月9日、ルーマニアで壊滅した第13装甲師団の残存部隊の指揮を執り、ハンガリーでの同師団の再編成を監督した。1944年10月1日、師団長兼少将に就任。
1944年12月頃、ドイツ本国ならびにハンガリー矢十字党は、ブダペスト・ゲットーに残っていた6万人から7万人のユダヤ人の絶滅を計画していた。ハンガリーでユダヤ人救出活動を行っていたラウル・ワレンバーグはシュミートフーバーに「ゲットーのユダヤ人を絶滅させた場合、私が戦後の戦争犯罪の裁判において、証人として出廷する。」という手紙を送った。シュミートフーバーはこの説得に応じ、ユダヤ人絶滅命令を撤回した。この功績が死後に評価され、2007年にハンガリーの左翼系日刊紙Népszabadság(en)から表彰された。
1944年のクリスマスにブダペスト包囲戦が発生、シュミートフーバーの師団は他のドイツ軍とハンガリー軍の部隊と共にブダペストで包囲された。1944年12月20日の国防軍情報(en)に記載された後、1945年1月21日に柏葉付騎士鉄十字章を授与された（第706回受賞）。
1945年2月11日、ブダペストで戦死した。

## 叙勲
- 鉄十字章
  - 二級鉄十字勲章1914年章 (1915年5月9日)[4]
  - 一級鉄十字勲章1914年章 (1917年12月7日)[4]
- 鉄十字章略章
  - 二級鉄十字略章 (1939年9月29日)[4]
  - 一級鉄十字略章 (1940年6月24日)[4]
- ドイツ十字章
  - ドイツ十字章金章 (1942年2月28日)[5]
- 騎士鉄十字章
  - 騎士鉄十字章 (1943年10月18日)[6]
  - 柏葉付騎士鉄十字章 (1945年1月21日)[7]